# Riverdale-Sud
Pour les articles homonymes, voir Riverdale et Sud.
Circonscription électorale territoriale du Canada
Riverdale-Sud est une circonscription électorale territoriale du Yukon au (Canada).

## Circonscription territoriale
L'actuelle députée territoriale est le libéral Tracy McPhee.

## Liste des députés
|  | 1978 - 1980     | Iain McKay   | Libéraux                  |
|  | 1981 - 1982     | Ron Veale    | Libéraux                  |
|  | 1982 - 1985     | Bea Firth    | Progressiste-Conservateur |
|  | 1985 - 1989     | Bea Firth    | Progressiste-Conservateur |
|  | 1989 - 1991     | Bea Firth    | Progressiste-Conservateur |
|  | 1991 - 1992     | Bea Firth    | Indépendant               |
|  | 1992 - 1996     | Bea Firth    | Indépendant               |
|  | 1996 - 2000     | Sue Edelman  | Libéraux                  |
|  | 2000 - 2002     | Sue Edelman  | Libéraux                  |
|  | 2002 - 2006     | Glenn Hart   | Parti du Yukon            |
|  | 2006 - 2011     | Glenn Hart   | Parti du Yukon            |
|  | 2011 - 2016     | Jan Stick    | Néo-démocrate             |
|  | 2016 - 2021     | Tracy McPhee | Libéraux                  |
|  | 2021 - en cours | Tracy McPhee | Libéraux                  |

Légende : Le nom en gras signifie que la personne a été chef d'un parti politique.

## Résultats électoraux
| Élections générales yukonnaises de 2021 | Élections générales yukonnaises de 2021 | Élections générales yukonnaises de 2021 | Élections générales yukonnaises de 2021 |
| Candidat                                | Candidat                                | Parti                                   | # de voix                               |
| --------------------------------------- | --------------------------------------- | --------------------------------------- | --------------------------------------- |
|                                         | Tracy McPhee                            | Libéral                                 | 415                                     |
|                                         | Jason Cook                              | Néo-démocrate                           | 334                                     |
|                                         | Cynthia Lyslo                           | Parti du Yukon                          | 307                                     |
| Total                                   | Total                                   | Total                                   | 1056                                    |

| Élections générales yukonnaises de 2016 | Élections générales yukonnaises de 2016 | Élections générales yukonnaises de 2016 | Élections générales yukonnaises de 2016 |
| Candidat                                | Candidat                                | Parti                                   | # de voix                               |
| --------------------------------------- | --------------------------------------- | --------------------------------------- | --------------------------------------- |
|                                         | Tracy McPhee                            | Libéral                                 | 421                                     |
|                                         | Jan Stick                               | Néo-démocrate                           | 384                                     |
|                                         | Danny Macdonald                         | Parti du Yukon                          | 323                                     |
| Total                                   | Total                                   | Total                                   | 1128                                    |

| Élections générales yukonnaises de 2011 | Élections générales yukonnaises de 2011 | Élections générales yukonnaises de 2011 | Élections générales yukonnaises de 2011 |
| Candidat                                | Candidat                                | Parti                                   | # de voix                               |
| --------------------------------------- | --------------------------------------- | --------------------------------------- | --------------------------------------- |
|                                         | Jan Stick                               | Néo-démocrate                           | 380                                     |
|                                         | Glenn Hart                              | Parti du Yukon                          | 314                                     |
|                                         | Dan Curtis                              | Libéral                                 | 275                                     |
| Total                                   | Total                                   | Total                                   | 969                                     |